# アゼルバイジャン人民戦線
アゼルバイジャン人民戦線（アゼルバイジャンじんみんせんせん、Azərbaycan Xalq Cəbhəsi Partiyası）はアゼルバイジャンの政党。アゼルバイジャン民族主義を掲げてソ連時代末期に結成され、1992年から1993年にかけて大統領を出したが、隣国アルメニアとのナゴルノ・カラバフ紛争による国内政治の混乱の中でヘイダル・アリエフの復権を許し、下野した。1995年に現在のような政党組織に改組され、現在、定員125人のアゼルバイジャン国会のうち6議席を占める最大野党としてイルハム・アリエフ率いる新アゼルバイジャン党を牽制する。
党内はアリ・カリムリ率いる改革派とミルマフド・ミラリ・オグル率いる原点派の二派閥に分かれる。